# 土橋一吉
土橋 一吉（どばし かずよし、1908年5月1日 - 1982年12月17日）は日本の政治家、労働運動家。衆議院議員（日本共産党公認）を通算3期務めた。日本共産党中央委員会顧問。

## 来歴
島根県簸川郡多伎町（現・出雲市）出身。1931年に明治大学法学部を卒業し、1934年に東京中央郵便局へ入る。戦後は全逓信労働組合（全逓、現・日本郵政公社労働組合）結成に関わり、初代委員長に就任。全日本産業別労働組合会議（産別会議）副議長として1947年の二・一ゼネストを主導した。翌年、1947年12月16日付全逓信従業員組合声明書及び同年12月29日付全逓新聞第79号記事に関する件に関し、衆議院逓信委員会に証人喚問された。同年11月、日本共産党に入党した。
1949年1月の衆院選で、旧東京7区（三多摩地区全域）から出馬し初当選を果たす。この選挙で共産党は、解散前の3議席を劇的に上回る35議席を獲得しているが、共産主義勢力の伸長を懸念したマッカーサーの命により、1950年8月に追放処分が下される（レッドパージ）。
その後、中国へ渡航し1959年帰国。党三多摩対策委員長などを経て、1969年の衆院選に東京7区から出馬し当選、19年振りに国政へ復帰する。1972年の衆院選ではトップ当選を果たすが、1976年の衆院選には東京7区から分区された東京11区から出馬するも落選、地盤を岩佐恵美に譲り引退を表明。
1982年12月17日、膀胱癌により東京都立川市の健生会立川相互病院で死去。74歳。

## 編著書
- 『私はなぜ共産党に入ったか』（解放社、1949年）岩間正男との編著